# Малое Селище (Верхневолжское сельское поселение)
Малое Селище — деревня в Калининском районе Тверской области. Входит в состав Верхневолжского сельского поселения.

## География
Деревня находится в юго-восточной части Тверской области на расстоянии приблизительно 30 км на юг-юго-запад от города Тверь.

## История
Деревня (тогда Селище) была отмечена на карте еще 1825 года. В 1859 году здесь (деревня Тверского уезда Тверской губернии) было учтено 5 дворов. Ныне имеет дачный характер.

## Население
Численность населения: 67 человек (1859 год), 0 как в 2002 году, так и в 2010.